# جسر يامونا الجديد

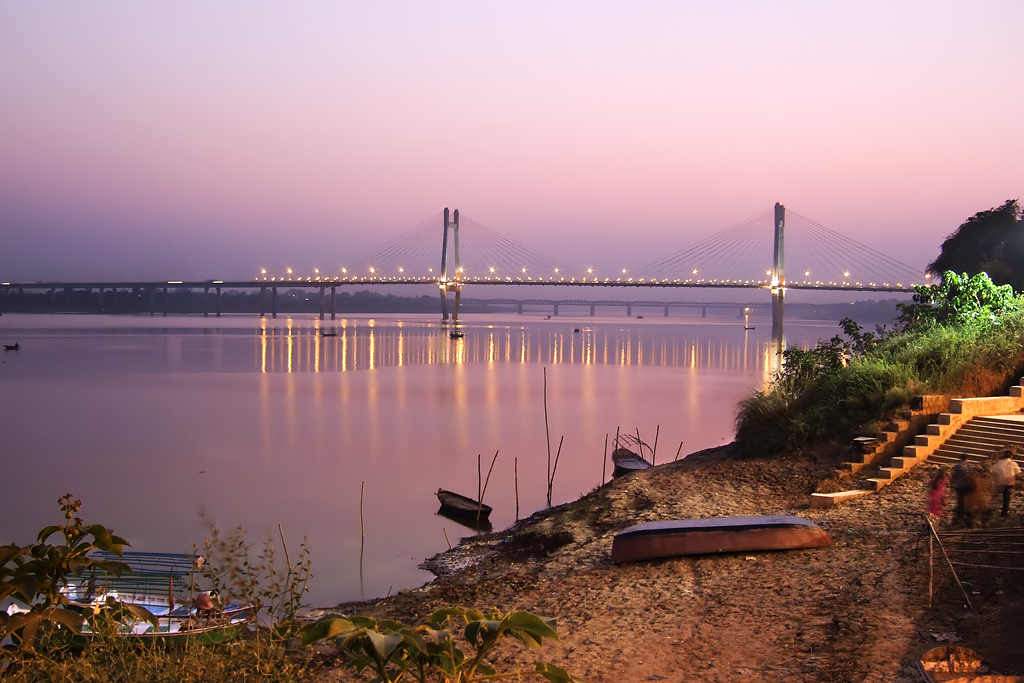
منظر عام للجسر ليلًا، في 19 أكتوبر 2008م.

جسر يامونا الجديد، هو جسر مدعوم بالكوابل يقطع نهر يامونا في مدينة الله آباد الهندية. شيد الجسر في أواخر عام 2004م، وذلك بهدف التقليل من حركة المرور على جسر نائيني القديم.